# Naturschutzgebiet Auenreste Klingnauer Stausee
Das Naturschutzgebiet Auenreste Klingnauer Stausee ist ein mehrteiliges Schutzgebiet im Schweizer Kanton Aargau. Die im Bundesinventar der Auengebiete von nationaler Bedeutung ausgewiesene Zone liegt in der ehemaligen Auenlandschaft am Unterlauf der Aare in der Umgebung des Klingnauer Stausees und umfasst fünf nach dem Bau des Kraftwerks Klingnau und des Stausees noch vorhandene Areale der Naturlandschaft.

## Schutzgebiete
Das insgesamt 112 Hektaren grosse Reservat «Auenreste Klingnauer Stausee» liegt grösstenteils in der geschützten Zone «Aarelandschaft bei Klingnau», die vom Grossen Rat des Kantons Aargau mit dem «Dekret über den Schutz des Klingnauer Stausees und seiner Umgebung» vom 17. Mai 1988 geschützt und 1996 in das Bundesinventar der Landschaften und Naturdenkmäler von nationaler Bedeutung (BLN) eingetragen wurde. Das Gebiet bildet einen Teil des Auenschutzparks Aargau.
Als «Auenreste Klingnauer Stausee» werden zusammenfassend die fünf Reservate «Fischergrien»/«Werd» und «Verlandung im Klingnauer Stausee» im Gebiet der Gemeinde Böttstein, «Machme»/«Untere Au» in der Gemeinde Klingnau, «Gippinger Grien» in der Gemeinde Leuggern und «Giriz» in der Gemeinde Koblenz bezeichnet.
Mit dem Aufstau des Stausees um 1935 verschwand eine grosse Fläche der alten Auenlandschaft unter dem Wasser, und nur noch am Südrand des Sees blieb eine Insellandschaft und Flachwasserzone erhalten, die als «Verlandung im Klingnauer Stausee» bezeichnet wird und neben Auwald auch ein Flachmoor enthält, das im Bundesinventar der Flachmoore von nationaler Bedeutung verzeichnet ist.
Die anderen Teile des Schutzgebietes liegen ausserhalb des Stausees als isolierte Teilreservate: Das Gebiet «Fischergrien»/«Werd» befindet sich als einziges der Reservate nicht im Perimeter der «Aarelandschaft bei Klingnau» und liegt oberhalb des Stausees am linken Aareufer. Es enthält ein Feuchtgebiet mit Tümpeln, das im Bundesinventar der Amphibienlaichgebiete von nationaler Bedeutung aufgeführt ist. Es erstreckt sich weiter flussabwärts am Flussufer und neben dem Hochwasserschutzdamm bis zur Aarebrücke der Hauptstrasse 17 zwischen Döttingen und Kleindöttingen.
Das Auenrestgebiet «Machme»/«Untere Au» umfasst eine Senke nordwestlich der Stadt Klingnau, die auf einen Altarm der Aare zurückgeht und Stillgewässer und Sumpfzonen enthält. Der grösste Teil dieses Naturraums liegt auch im Schutzgebiet «Machme» der Naturschutzorganisation Pro Natura.
Die Teilfläche «Gippinger Grien» ist eine ausgedehnte Auenlandschaft links der Aare und westlich des Stausees an anderen Altarmen und Gewässern. In diesem Gebiet hat der Kanton Aargau ein Waldreservat errichtet. Auch das Gippinger Grien ist ein national bedeutendes Amphibienlaichgebiet.
Das «Koblenzer Giriz» ist flussabwärts gesehen das unterste Teilgebiet der Schutzgebietsgruppe. Es liegt auf der rechten Seite der Aare und ist im Süden vom Bahndamm östlich der Aarebrücke Felsenau–Koblenz und im Norden von der Hauptstrasse 7 begrenzt, die nahe am Rheinufer verläuft. Im Giriz mündet der Klingnauer Binnenkanal in die Aare. Das Giriz ist ebenfalls als Amphibienschutzgebiet ausgewiesen. Der südlichste Abschnitt davon wird wie der Raum «Machme» von Pro Natura gepflegt.